# Wiadomości Archeologiczne
Wiadomości Archeologiczne – czasopismo naukowe wydawane od 1873 w Warszawie.
Wznowione w 1920 jako rocznik Państwowego Grona Konserwatorów Zabytków Przedhistorycznych. Od roku 1929 pismo Państwowego Muzeum Archeologicznego w Warszawie, wznowione po przerwie w okresie okupacji niemieckiej w roku 1948.
Pismo jest poświęcone archeologii starożytnej i wczesnośredniowiecznej ze szczególnym uwzględnieniem ziem polskich i Europy Środkowowschodniej; zawierają rozprawy o charakterze syntetycznym, monograficzne opracowania materiałów archeologicznych, informacje o odkryciach i prace z zakresu muzealnictwa i konserwacji zabytków.